# Oncidium ochmatochilum
Oncidium ochmatochilum  es una especie de orquídeas epífitas del género Oncidium. Es nativa del sudeste de México hasta Perú.  Esta especie rara puede reconocerse por los catafilos imbricados, las flores relativamente pequeñas, los sépalos angostos y el lobo medio del labelo en forma de ancla.

## Descripción
Son plantas epífitas robustas; con pseudobulbos piriformes, ovoides, hasta 13 cm de largo, lisos, ligeramente comprimidos; los pseudobulbos jóvenes revestidos de vainas imbricadas con limbos foliares, 2-foliados. Hojas oblanceolado-oblongas, hasta de 65 cm de largo y 5 cm de ancho, agudas. Inflorescencia paniculada de hasta 150 cm de largo, cada rama laxiflora, con numerosas flores pequeñas con segmentos patentes y rígidos, los sépalos y los pétalos verde-amarillentos, manchados de café-rojizo, el labelo con el lobo medio blanco, los lobos laterales e istmo café-anaranjados, los bordes blancos, la columna con la mitad apical anaranjada, el callo manchado de anaranjado; sépalos elíptico-lanceolados, atenuados hacia una uña corta, agudos, con ápice apiculado, el dorsal 16 mm de largo y 5 mm de ancho, los laterales 15 mm de largo y 3.5 mm de ancho, oblicuos, dorsalmente carinados; pétalos ovado-lanceolados, 12 mm de largo y 6 mm de ancho, cóncavos, agudos, con ápice conduplicado; labelo 3-lobado, los lobos laterales pequeños, 1.5 mm de largo, patentes, con ápices redondeados, el lobo medio en forma de ancla, 12 mm de largo, 10 mm de ancho por arriba del lobo medio y 11 mm de ancho por arriba de los lobos laterales, apiculado, con 2 lobos lunulares retrorsos con ápice redondeado, erectos en posición natural, uña anchamente triangular, el callo formado por 4 tubérculos pequeños en la mitad superior y un tubérculo mediano con ápice redondeado; columna erecta, 6 mm de largo, con un par de protuberancias cortas en la base, carnosas, angulares, con alas cortas en el ápice; ovario ligeramente arqueado, 2.5 cm de largo, pedicelado.

## Distribución y hábitat
Se encuentra desde Guatemala a Panamá en los cafetales de la zona del pacífico en alturas de 600–900 m s. n. m. La floración se produce en febrero.

## Sinonimia
- Oncidium cardiochilum Lindl. (1855)
- Odontoglossum cardiochilum (Lindl.) Kraenzl. (1922)
- Oncidium chelidon Kraenzl. (1922)
- Oncidium chelidonizon Kraenzl. (1922)
- Cyrtochiloides cardiochila (Lindl.) N.H. Williams & M.W. Chase (2001)
- Cyrtochiloides ochmatochila (Rchb.f.) N.H. Williams & M.W. Chase (2001)[3]